# باباخانلی (نفت‌چاله)
باباخانلی (به لاتین: Babakhanly) یک منطقه مسکونی سابق در جمهوری آذربایجان است که در شهرستان نفت‌چاله واقع شده‌است.